# Nicolás Alustiza
Nicolás Alustiza Goenaga (Zumarraga, 4 januari 2003) is een Spaans wielrenner die in 2024 prof werd bij Euskaltel-Euskadi.

## Carrière
In 2023 behaalde Alusztiza meerdere ereplaatsen in het Spaanse amateurcircuit. In april won hij de Trofeo Eusbio Vélez. In 2024 werd hij prof bij Euskaltel-Euskadi, dat hem overhevelde vanuit hun opleidingsploeg. Zijn debuut voor de ploeg maakte hij in januari in de Clàssica Comunitat Valenciana. Later die maand stond hij aan de start van drie van de vijf manches van de Challenge Mallorca. In de Trofeo Pollença, de vierde van in totaal vijf manches, kwam hij ten val en brak hij zijn sleutelbeen.

## Ploegen
- 2024 –  Euskaltel-Euskadi
- 2025 –  Euskaltel-Euskadi